# Claudia Peroni
Claudia Peroni (Trento, 19 giugno 1957) è una giornalista e conduttrice televisiva italiana.

## Carriera
Inizia la sua esperienza televisiva come giornalista nel 1982, nella redazione di Grand Prix, lavorando per la Formula 1 e il rally; tale collaborazione proseguirà nel corso di tutta la sua carriera, affiancandosi ad altre attività.
Nel 1989 conduce il suo primo programma Cadillac su Rete 4. Dal 1991 al 1996, periodo in cui Mediaset trasmette le gare di Formula 1, diventa l'inviata dai box; ruolo che continuerà a mantenere successivamente per Telepiù.
Tra gli anni 80 e 90 prende il via ad alcuni rally del campionato italiano ed europeo, trasferendo tali esperienze in programmi quali Speciale Rally e Rally & Racing, di cui è sia conduttrice che autrice.
Dal 2002, quando Mediaset acquisisce i diritti sul motomondiale, presenta diverse rubriche di approfondimento sul tema. Ha inoltre collaborato con diverse emittenti radiofoniche, quali RDS, RTL 102.5 e Radio Italia oltreché con riviste a diffusione nazionale.
Nel 2011 ha pubblicato il libro La Formula 1 dietro le quinte. La donna dai box.
In seguito ha continuato ad occuparsi di motori per la redazione di Sport Mediaset. Dal 2016 commenta insieme ad Andrea Nicoli le gare del campionato del mondo rally per Mediaset Premium. Dal 2017 conduce su Italia 1 il programma di approfondimento Fuorigiri per la Formula E.

## Opere
- Claudia Peroni, La Formula 1 dietro le quinte. La donna dai box, Vallardi, 2011, ISBN 9788895684413.